# ハートボール
『ハートボール』（原題: The Winning Season ）は、2009年に製作されたサム・ロックウェル主演のスポーツコメディ映画である。日本劇場未公開作。DVDは2013年にリリース。

## 概要
『さよなら。いつかわかること』で監督デビューを果たした脚本家のジェームズ・C・ストラウスが、主演にサム・ロックウェルを据えた女子バスケットボールに関するスポーツ・コメディ映画である本作。落ちぶれた元花形選手が、高校の女子バスケチームを統率していく爽やかな内容になっている。選手としても父親としても挫折気味のコーチ役には『グリーンマイル』や『コンフェッション』などで知られるサム・ロックウェルをはじめ、若手女優のルーニー・マーラ、エマ・ロバーツ、コメディアンのロブ・コードリーにベテラン女優のマーゴ・マーティンデイルなどが脇を固めている。アメリカでは2009年のサンダンス映画祭で初公開され、2010年に全米公開された。日本では劇場未公開のまま2013年にDVDリリースされている。

## ストーリー
かつての高校時代は男子バスケの花形選手として活躍していたビル（サム・ロックウェル）。しかしそれから時が経った今となっては、レストランのしがない皿洗いとして働いていた。責任が少ないという理由でまわりには満足しているようにふるまうビルだったが、かつての栄光と比べると天と地の差の現状に生きる意欲すら欠けている状態。結婚もうまく行かず、娘との関係もギクシャクしていた。そんなビルにある日、かつての高校の同級で地元高校の校長を務めるテリー（ロブ・コードリー）から、彼の高校の女子バスケチームのコーチを頼まれる。はじめは躊躇するも、その頼みごとを受け入れ、再びリングに立つことに。早速、体育館に現れたビルは、やる気のない女子生徒たちを目の前にして、唖然とする。人数は6人しかいない上、思春期の女子たちにどう接していいかわからない。しかし、そんな悩みを抱えながらもバスケ指導の日々が始まった。一方の女子生徒たちは、どこかだらしないビルに嫌悪感を抱いていた。ビルはビルで助っ人としてバスの運転手のドナ（マーゴ・マーティンデイル）を助手としてひと試合11ドルで雇い入れた。不器用ながらも、熱心な指導をするビルに、女子生徒たちも次第に心を開いていく。しかし、すべてがうまく行きはじめていた頃、娘との関係が悪化した勢いでビルは再び酒におぼれ始め…。

## キャスト・スタッフ

### 出演者
- ビル：サム・ロックウェル
- アビー：エマ・ロバーツ
- テリー：ロブ・コードリー
- ウェンディ：ルーニー・マーラ
- キャシー：エミリー・リオス
- ステイシー：ジェシカ・ヘクト
- ドナ：マーゴ・マーティンデイル
- デイモン：コナー・パオロ

### スタッフ
- 監督 / 脚本：ジェームズ・C・ストラウス
- 製作：カーラ・ベイカー、ジャナ・ダニエラ、タプリン・ランドバーグ、ジア・ウォルシュ
- 製作総指揮：ダニエル・クラウン、アンドレア・グラノ、ジョゼフ・グラノ、ニック・クエステッド
- 音楽：エドワード・シェアマー
- 撮影：フランク・G・デマルコ
- 編集：ジョー・クラッツ